# 2016年天文學
2016年天文學
|        | 天文學歷史 \| 天文學歷史年表 |
| 世纪： | 20世纪天文學 \| 21世纪天文學 \| 22世纪天文學 |
| 年代： | 1980年代天文學 \| 1990年代天文學 \| 2000年代天文學 \| 2010年代天文學 \| 2020年代天文學 \| 2030年代天文學 \| 2040年代天文學                                                   |
| 年份： | 2011年天文學 \| 2012年天文學 \| 2013年天文學 \| 2014年天文學 \| 2015年天文學 \| 2016年天文學 \| 2017年天文學 \| 2018年天文學 \| 2019年天文學 \| 2020年天文學 \| 2021年天文學 |
| 纪年： | 丙申年（猴年）、中華民國105年 |

## 1月

### 1月天象
- 1月1日：
- 1月2日：13:30 下弦月。19:53 月球過遠地點，地月距離404204公里。
- 1月3日：6:49 地球過近日點，日地距離0.983304213天文單位。12:02 角宿一合月，角宿一在月球南方4.7度。
- 1月4日：2:45 火星合月，火星在月球南方1.5度。～16h 象限儀座流星雨極大期，ZHR～120。19:37 婚神星合月，婚神星在月球北方2.8度。
- 1月5日：水星留。
- 1月6日：6:08 小寒。11:28 冥王星合。
- 1月7日：7:15 心宿二合月，心宿二在月球南方9.5度。7:56 金星合月，金星在月球南方3.1度。12:36 土星合月，土星在月球南方3.3度。
- 1月8日：
- 1月9日：12h 土星合金星，土星在金星南方0.1度。木星留。
- 1月10日：3:18 冥王星合月，冥王星在月球南方3.1度。9:31 朔。
- 1月11日：2:21 水星合月，水星在月球南方2.1度。22h 彗星116P/Wild過近日點。
- 1月12日：
- 1月13日：22:43 海王星合月，海王星在月球南方2.3度。
- 1月14日：水星內合。
- 1月15日：10:14 月球過近地點，地月距離369653公里。
- 1月16日：8:06 灶神星合月，灶神星在月球南方5.4度。14:18 天王星合月，天王星在月球北方1.5度。
- 1月17日：7:26 上弦。～23h 彗星C/2014 Y1（泛星彗星）過近日點。
- 1月18日：
- 1月19日：18:28 智神星合。
- 1月20日：10:40 畢宿五合月，畢宿五在月球南方0.5度。23:27 大寒。
- 1月21日：
- 1月22日：～9h 冥王星合水星，冥王星在水星南方1.8度。
- 1月23日：19:01 北河三合月，北河三在月球北方11.2度。
- 1月24日：9:46 望。
- 1月25日：
- 1月26日：13:36 軒轅十四合月，軒轅十四在月球北方2.5度。水星留。
- 1月27日：～16h 彗星211P/Hill過近日點。
- 1月28日：9:17 木星合月，木星在月球北方1.4度。
- 1月29日：
- 1月30日：17:10 月球過遠地點，地月距離404483公里。～17h 冥王星合水星，冥王星在水星南方0.5度。20:02 角宿一合月，角宿一在月球南方5.0度。
- 1月31日：

### 1月天文事件
- 1月20日：美國科學家說，他們有很強的證據證明，太陽系存在著第九顆行星，圍繞太陽運行的距離比太陽系矮行星冥王星還要遠[1][2][3]。

## 2月

### 2月天象
- 2月1日：11h28m下弦。15h57m婚神星合月，婚神星在月球北 3.9 度。16h49m火星合月，火星在月球南 2.73 度
- 2月2日：
- 2月3日：16h20m心宿二合月，心宿二在月球南 9.72 度。
- 2月4日：2h44m 土星合月，土星在月球南 3.5 度。17h46m 立春。
- 2月5日：
- 2月6日：7h 冥王星合金星，冥王星在金星北 1.1 度。14h42m 冥王星合月，冥王星在月球南 3.2 度。15h31m 金星合月，金星在月球南 4.3 度。
- 2月7日：0h47m 水星合月，水星在月球南 3. 8 度。9h24m 水星西大距（日距角 25.5 度，視亮度-0.1 等）。16h13m 智神星合月，智神星在月球北 18.9 度。
- 2月8日：0h30m 半人馬座α流星雨極大期(ZHR~6）。～12h 50P/Arend 彗星過近日點。22h39m 朔。
- 2月9日：
- 2月10日：6h24m 穀神星合月，穀神星在月球南 9.8 度。8h19m 海王星合月，海王星在月球南 2.07 度。
- 2月11日：10h41m 月球過近地點，月地距離 364432 公里。
- 2月12日：21h44m 天王星合月，天王星在月球北 1.73 度。
- 2月13日：5h32m 灶神星合月，灶神星在月球南 3.2度。
- 2月14日：
- 2月15日：15h46m 上弦。
- 2月16日：16h4m 畢宿五合月，畢宿五在月球南 0.3 度。
- 2月17日：
- 2月18日：
- 2月19日：13h34m 雨水。
- 2月20日：1h49m 北河三合月，北河三在月球北 11.24 度。
- 2月21日：
- 2月22日：21h14m 軒轅十四合月，軒轅十四在月球北 2.5 度。
- 2月23日：2h20m 望。
- 2月24日：12h2m 木星合月，木星在月球北 1.7 度。
- 2月25日：
- 2月26日：
- 2月27日：3h33m 角宿一合月，角宿一在月球南 5.1 度。11h28m 月球過遠地點，月地距離 405326 公里。
- 2月28日：～2h 147P/Kushida-Muramatsu 彗星過近日點。23h47m 海王星合。
- 2月29日：5h27m 婚神星合月，婚神星在月球北 5.7 度。

## 3月

### 3月天象
- 3月1日：2h16m 火星合月，火星在月球南 3.6 度。
- 3月2日：0h42m 心宿二合月，心宿二在月球南 9.8 度。7h11m 下弦。14h32m 土星合月，土星在月球南 3.6 度。～19h 194P/LINEAR 彗星過近日點。
- 3月3日：
- 3月4日：5h36m 穀神星合。
- 3月5日：2h2m 冥王星合月，冥王星在月球南 3.3 度。11h44m 驚蟄。
- 3月6日：17h30m 智神星合月，智神星在月球北 19.3 度。婚神星留。
- 3月7日：18h53m 金星合月，金星在月球南 3.5 度。
- 3月8日：13h8m 水星合月，水星在月球南 3.9 度。18h57m 木星衝（視亮度-2.5 等）。20h24m 海王星合月，海王星在月球南 2.0 度。
- 3月9日：9h54m 朔，日全食（臺灣可見偏食）。10h29m 穀神星合月，穀神星在月球南 8.9度。～20h  P/2012  A3  (SOHO)彗星過近日點。～20h  P/2003  T12  (SOHO)彗星過近日點
- 3月10日：～12h  P/2010  V1  (Ikeya-Murakami)彗星過近日點。15h4m 月球過近地點，地月距離 359607公里。～19h  C/2014  W2  (PANSTARRS)彗星過近日點。
- 3月11日：～6h 海王星合水星，海王星在水星北 1.5 度。8h34m 天王星合月，天王星在月球北 1.9 度。
- 3月12日：7h9m 灶神星合月，灶神星在月球南 1.4度。
- 3月13日：
- 3月14日：22h7m 畢宿五合月，畢宿五在月球南 0.3 度。矩尺座γ流星雨極大期(ZHR~6）。
- 3月15日：～15h 252P/LINEAR 彗星過近日點。
- 3月16日：1h3m 上弦。
- 3月17日：
- 3月18日：～4h 127P/Holt-Olmstead 彗星過近日點。7h23m 北河三合月，北河三在月球北 11.3 度。
- 3月19日：
- 3月20日：12h30m 春分。～22h 海王星合金星，海王星在金星北 0.5 度。
- 3月21日：3h31m 軒轅十四合月，軒轅十四在月球北 2.52度。
- 3月22日：12h1m 木星合月，木星在月球北 2.1 度。
- 3月23日：20h1m 望，半影月食  (臺灣可見月出帶食)。
- 3月24日：4h11m  水星外合。
- 3月25日：10h17m 角宿一合月，角宿一在月球南 5.1 度。22h17m 月球過遠地點，地月距離 406083 公里。土星留。
- 3月26日：～15h 104P/Kowal 彗星過近日點。
- 3月27日：10h7m 婚神星合月，婚神星在月球北 8.1 度。
- 3月28日：
- 3月29日：2h46m 火星合月，火星在月球南 4.19 度。7h43m 心宿二合月，心宿二在月球南 9.8 度。22h36m 土星合月，土星在月球南 3.5 度。
- 3月30日：
- 3月31日：23h17m 下弦。

### 3月天文事件
- 3月9日：日全食。最大食分1.045，全食最長時間4m9s，全食帶寬155公里。全程時間：5h15m，可見地區為印度半島、中國、澳洲、韓國、日本、大洋洲、印尼、婆羅洲南部。
- 3月23日：20h1m 望，半影月食， 最大食分0.7748。

## 4月

### 4月天象
- 4月1日：～8h 天王星合水星，天王星在水星南0.6度。11h23m 冥王星合月，冥王星在月球南3.3度。
- 4月2日：～9h 100P/Hartley 彗星過近日點。
- 4月3日：16h32m 智神星合月，智神星在月球北20.3度。
- 4月4日：16h28m 清明。
- 4月5日：8h52m 海王星合月，海王星在月球南1.9度。
- 4月6日：14h47m 穀神星合月，穀神星在月球南8.0度。16h29m 金星合月，金星在月球南0.7度。
- 4月7日：19h24m 朔。21h44m 天王星合月，天王星在月球北2.0度。
- 4月8日：1h36m 月球過近地點，地月距離357272公里。～5h 190P/Mueller 彗星過近日點。18h35m 水星合月，水星在月球北5.2度。
- 4月9日：11h41m 灶神星合月，灶神星在月球南0.02度。
- 4月10日：5h27m 天王星合。～16h 321P/SOHO 彗星過近日點。
- 4月11日：6h27m 畢宿五合月，畢宿五在月球南0.4度。
- 4月12日：
- 4月13日：
- 4月14日：11h59m 上弦。13h27m 北河三合月，北河三在月球北11.2度。
- 4月15日：
- 4月16日：
- 4月17日：9h11m 軒轅十四合月，軒轅十四在月球北2.5度。火星留。
- 4月18日：12h46m 木星合月，木星在月球北2.2度。21h59m 水星東大距（日距角19.9度，視亮度0.1等）。冥王星留。
- 4月19日：23h29m 穀雨。
- 4月20日：
- 4月21日：～2h C/2013 X1 (PANSTARRS)彗星過近日點。16h27m 角宿一合月，角宿一在月球南5.1度。
- 4月22日：0h5m 月球過遠地點，地月距離406314公里。13h24m 望，今年最小滿月（地心觀點視直徑 29'40"）。～22h 天王星合金星，天王星在金星北0.9度。天琴座流星雨極大期（ZHR～18）。
- 4月23日：7h22m 婚神星合月，婚神星在月球北10.2度。船尾座π流星雨極大期（ZHR～Var.）。
- 4月24日：
- 4月25日：12h14m 火星合月，火星在月球南4.9度。13h44m 心宿二合月，心宿二在月球南9.7度。
- 4月26日：3h5m 土星合月，土星在月球南3.3度。
- 4月27日：10h44m 婚神星衝（視亮度10等）。
- 4月28日：18h6m 冥王星合月，冥王星在月球南3.1度。
- 4月29日：水星留。
- 4月30日：～6h 53P/Van  Biesbroeck 彗星過近日點。11h29m 下弦。

## 5月

### 5月天象
- 5月1日：～2h 302P/Lemmon-PANSTARRS彗星過近日點。11h17m 智神星合月，至神星在月球北方21.7度。～22h C/2015 D3（PANSTARRS）過近日點。
- 5月2日：19h28m 海王星合月，海王星在月球南方1.7度。
- 5月3日：
- 5月4日：17h44m 穀神星合月，穀神星在月球南方7.3度。
- 5月5日：9h42m 立夏。10h59m 天王星合月，天王星在月球北方2.2度。
- 5月6日：～4h 寶瓶座η流星雨極大期（ZHR～40）。11h42m 金星合月，金星在月球北方2.7度。月球過近地點，地月距離357,933公里。～21h C/2015 B2 PANSTARRS彗星過近日點。
- 5月7日：3h30m 朔。8h4m 水星合月，水星在月球北方5.2度。17h41m 灶神星合月，灶神星在月球北方1.0度。
- 5月8日：16h43m 畢宿五合月，畢宿五在月球南方0.5度。～天琴座η流星雨極大期（ZHR～3）。
- 5月9日：水星凌日 (參照：位置天文學)。23h12m 水星內合。
- 5月10日：～木星留。
- 5月11日：21h16m 北河三合月，北河三在月球北方11度。
- 5月12日：
- 5月13日：
- 5月14日：1h2m 上弦。～3h 77P/Longmore彗星過近日點。～5h 水星合金星，水星在金星南方0.4度。15h31m 軒轅十四合月，軒轅十四在月球北方2.2度。
- 5月15日：17h33m 木星合月，木星在月球北方2.0度。
- 5月16日：
- 5月17日：
- 5月18日：22h34m 角宿一合月，角宿一在月球南方5.2度。
- 5月19日：6h6m 月球過遠地點，地月距離405886公里。
- 5月20日：2h59m 婚神星合月，婚神星在月球北方11.0度。22h36m 小滿。
- 5月21日：
- 5月22日：4h23m 火星合月，火星在月球南方6.0度。5h12m 望。19h17m 火星衝（視亮度-2.1等）。19h42m 心宿二合月，心宿二在月球南方9.6度。～水星留。
- 5月23日：土星合月，土星在月球南方3.2度。
- 5月24日：3h23m 灶神星合。～22h 224P/LINEAR-NEAT彗星過近日點。
- 5月25日：23h3m 冥王星合月，冥王星在月球南方3.0度。
- 5月26日：
- 5月27日：～9h C/2011KP36 SPACEWATCH彗星過近日點。～20h P/2007 R3 Gibbs彗星過近日點。
- 5月28日：
- 5月29日：0h19m 智神星合月，智神星在月球北方23.4度。20h12m 下弦。
- 5月30日：3h9m 海王星合月，海王星在月球南方1.4度。
- 5月31日：5h34m 火星最接近地球，距離0.503天文單位（約7,528萬公里），視直徑18.6角秒。～13h 216P/LINEAR彗星過近日點。～16h Mueller彗星過近日點。

### 5月天文事件
- 5月9日：水星凌日 (參照：位置天文學)。本世紀第三次，全程時間7h30m。第一接觸：11h12m(UT)，第二接觸：11h15m，最近日心：14h57m，

318.5"，第三接觸：18h39m，第四接觸：18h42m。北美洲東部、南美、西歐、西非可見全部過程。

## 6月

### 6月天象
- 6月1日：18h3m 穀神星合月，穀神星在月球南方6.8度。22h14m 天王星合月，天王星在月球北方2.4度。
- 6月2日：
- 6月3日：14h37m 土星衝〈視亮度0等〉。17h47m 水星合月，水星在月球北方0.7度。18h55m 月球過近地點，地月距離361,229公里。
- 6月4日：23h49m 灶神星合月，灶神星在月球北方1.8度。
- 6月5日：3h14m 畢宿五合月，畢宿五在月球南方0.5度。9h7m 金星合月，金星在月球北方5.0度。11h0m 朔。13h48m 芒種。16h46m 水星西大距〈離日24.2度，視亮度0.4等〉。
- 6月6日：
- 6月7日：5h42m 金星外合。
- 6月8日：6h40m 北河三合月，北河三在月球北方10.8度。
- 6月9日：
- 6月10日：～16h 15P/Tritton彗星過近日點。23h12m 軒轅十四合月，軒轅十四在月球北方2.0度。
- 6月11日：～5h 202P/Scotti彗星過近日點。
- 6月12日：3h38m 木星合月，木星在月球北方1.5度。16h10m 上弦。
- 6月13日：
- 6月14日：～8h P/2011 A2 Scotti彗星過近日點。海王星留。
- 6月15日：5h14m 角宿一合月，角宿一在月球南方5.4度。20h1m 月球過遠地點，地月距離404,964公里。
- 6月16日：3h34m 婚神星合月，婚神星在月球北方10.3度。
- 6月17日：～6h 118P/Shoemaker-Levy彗星過近日點。18h32m 火星合月，火星在月球南方7.1度。
- 6月18日：智神星留。
- 6月19日：2h23m 心宿二合月，心宿二在月球南方9.7度。8h17m 土星合月，土星在月球南方3.3度。
- 6月20日：19h2m 望。
- 6月21日：6h34m 夏至。
- 6月22日：3h56m 冥王星合月，冥王星在月球南方2.9度。
- 6月23日：
- 6月24日：
- 6月25日：7h9m 智神星合月，智神星在月球北方24.9度。
- 6月26日：8h34m 海王星合月，海王星在月球南方1.2度。婚神星留。
- 6月27日：～11h 6月牧夫座流星雨極大期〈ZHR～Var.〉
- 6月28日：2h19m 下弦。
- 6月29日：6h32m 天王星合月，天王星在月球北方2.7度。14h32m 穀神星合月，穀神星在月球南方6.7度。
- 6月30日：～12h 146P/Shoemaker-LINEAR彗星過近日點。火星留。

## 7月

### 7月天象
- 7月1日：～14h 207P/NEAT彗星過近日點。14h40m 月球過近地點，地月距離366,044公里。
- 7月2日：～5h 208P/McMillan彗星過近日點。12h20m 畢宿五合月，畢宿五在月球南方0.4度。
- 7月3日：5h5m 灶神星合月，灶神星在月球北方2.3度。
- 7月4日：13h16m 水星合月，水星在月球北方5.6度。19h1m 朔。
- 7月5日：0h24m 地球過遠日點，日地距離1.01675天文單位。10h40m 金星合月，金星在月球北方5.1度。16h22m 北河三合月，北河三在月球北方10.7度。
- 7月6日：
- 7月7日：0h3m 小暑。11h24m 水星外合。
- 7月8日：6h27m 冥王星衝（視亮度14.1等）。7h51m 軒轅十四合月，軒轅十四在月球北方1.8度。
- 7月9日：18h11m 木星合月，木星在月球北方0.9度。
- 7月10日：
- 7月11日：
- 7月12日：8h52m 上弦。12h40m 角宿一合月，角宿一在月球南方5.6度。
- 7月13日：11h56m 婚神星合月，婚神星在月球北方8.9度。13h24m 月球過遠地點，地月距離404,200公里。
- 7月14日：～11h P/2010 N1 WISE彗星過近日點。～23h 279P/La Sagar彗星過近日點。
- 7月15日：2h25m 火星合月，火星在月球南方7.8度。
- 7月16日：10h3m 心宿二合月，心宿二在月球南方9.8度。12h47m 土星合月，土星在月球南方3.4度。
- 7月17日：～2h 金星合水星，水星在金星北方0.5度。
- 7月18日：～19h 56P/Slanguhter-Burnham彗星過近日點。
- 7月19日：10h3m 冥王星合月，冥王星在月球南方3.0度。
- 7月20日：6h57m 望。～17h 81P/Wild彗星過近日點。
- 7月21日：
- 7月22日：8h52m 智神星合月，智神星在月球北方25.1度。17h30m 大暑。
- 7月23日：13h36m 海王星合月，海王星在月球南方1.1度。
- 7月24日：～18h P/2009 K1 Gibbs彗星過近日點。
- 7月25日：～7h 150P/LONEOS彗星過近日點。
- 7月26日：12h29m 天王星合月，天王星在月球北方2.9度。
- 7月27日：7h0m 下弦。7h1m 穀神星合月，穀神星在月球南方7.1度。19h37m 月球過近地點，地月距離369,692公里。
- 7月28日：南魚座流星雨極大（ZHR～5）。
- 7月29日：19H16M 畢宿五合月，畢宿五在月球南方0.3度。
- 7月30日：天王星留。寶瓶座δ流星雨極大（ZHR～16）。摩羯座α流星雨極大（ZHR～5）。
- 7月31日：8h48m 灶神星合月，灶神星在月球北方2.5度。

## 8月

### 8月天象
- 8月1日：
- 8月2日：1h0m 北河三合月，北河三在月球北方10.7度。～21h 9P/Tempel彗星過近日點。
- 8月3日：4h45m 朔。
- 8月4日：14h17m 金星合月，金星在月球北方2.9度。軒轅十四合月，軒轅十四在月球北方1.7度。
- 8月5日：6h11m 水星合月，水星在月球北方0.6度。
- 8月6日：11h30m 木星合月，木星在月球北方0.2度。
- 8月7日：9h53m 立秋。～18h C/2014 R3 PANSTARRS彗星過近日點。
- 8月8日：20h35m 角宿一合月，角宿一在月球南方5.8度。
- 8月9日：
- 8月10日：3h10m 婚神星合月，婚神星在月球北方7.4度。8h5m 月球過遠地點，月球距離地球404,191公里。
- 8月11日：2h21m 上弦。
- 8月12日：5h50m 火星合月，火星在月球南方8.2度。18h18m 心宿二合月，心宿二在月球南方9.9度。19h47m 土星合月，土星在月球南方3.7度。～22h 英仙座流星雨極大期，（ZHR～100）。
- 8月13日：
- 8月14日：土星留。
- 8月15日：17h44m 冥王星合月，冥王星在月球南方3.1度。
- 8月16日：
- 8月17日：5h21m 水星東大距，離日27.4度，視亮度0.2等。～7h 225P/LINEAR彗星過近日點。天鵝座κ流星雨極大期（ZHR～3）。
- 8月18日：8h37m 智神星合月，智神星在月球北方23.1度。17h27m 望。
- 8月19日：20h03m 海王星合月，海王星在月球南方1.1度。
- 8月20日：～0h 43P/Wolf-Harrington彗星過近日點。20h23m 智神星衝，視亮度9.2等。
- 8月21日：
- 8月22日：9h19m 月球過近地點，月球距離地球367,102公里。17h57m 天王星合月，天王星在月球北方3.0度。～18h 33P/Daniel彗星過近日點。
- 8月23日：0h38m 處暑。18h21m 穀神星合月，穀神星在月球南方8.0度。
- 8月24日：
- 8月25日：1h41m 下弦。
- 8月26日：0h44m 畢宿五合月，畢宿五在月球南方0.2度。2h 土星合火星，土星在火星北方4.4度。
- 8月27日：13h 水星合金星，水星在金星南方5.3度。
- 8月28日：6h 木星合金星，木星在金星南方0.1度。10h29m 灶神星合月，灶神星在月球北方2.6度。
- 8月29日：7h51m 北河三合月，北河三在月球北方10.8度。
- 8月30日：～22h P/1999 V1（Catalina）彗星過近日點。水星留。
- 8月31日：～6h 144P/Kushida彗星過近日點。

## 9月

### 9月天象
- 9月1日：0h35m 軒轅十四合月，軒轅十四在月球北方1.9度。～3h 御夫座α流星雨極大期（ZHR～6）。17h03m 朔（日環食）。
- 9月2日：穀神星留。
- 9月3日：0h38m 海王星衝（視亮度7.8等）。1h26m 水星合月，水星在月球南方6.1度。5h55m 木星合月，木星在月球南方0.4度。18h31m 金星合月，金星在月球南方1.1度。
- 9月4日：
- 9月5日：4h23m 角宿一合月，角宿一在月球南方5.8度。～12h 226P/Pigott-LINEAR-Kowalski彗星過近日點。
- 9月6日：23h04m 婚神星合月，婚神星在月球北方6.2度。
- 9月7日：2h45m 月球過遠地點，月地距離404,990公里。12h51m 白露。
- 9月8日：
- 9月9日：2h23m 心宿二合月，心宿二在月球南方10.0度。5h01m 土星合月，土星在月球南方3.8度。～12h 9月英仙座流星雨極大（ZHR～5）。19h49m 上弦。21h46m 火星合月，火星在月球南方7.9度。
- 9月10日：～17h 212P/NEAT彗星過近日點。
- 9月11日：
- 9月12日：2h17m 冥王星合月，冥王星在月球南方3.2度。
- 9月13日：7h40m 水星內合。～14h C/2015 H2 泛星彗星過近日點。
- 9月14日：10h42m 智神星合月，智神星在月球北方18.8度。
- 9月15日：
- 9月16日：4h29m 海王星合月，海王星在月球南方1.2度。
- 9月17日：2h54m 望〈半影月食〉。
- 9月18日：
- 9月19日：0h47m 天王星合月，天王星在月球北方2.9度。1h00m 月球過近地點，月地距離361,980公里。
- 9月20日：0h38m 穀神星合月，穀神星在月球南方9.1度。
- 9月21日：水星留。
- 9月22日：6h37m 畢宿五合月，畢宿五在月球南方0.2度。22h21m 秋分。
- 9月23日：17h56m 下弦。
- 9月24日：
- 9月25日：9h41m 灶神星合月，灶神星在月球北方2.6度。13h23m 北河三合月，北河三在月球北方10.7度。
- 9月26日：15h00m 木星合。冥王星留。
- 9月27日：
- 9月28日：6h56m 軒轅十四合月，軒轅十四在月球北方1.7度。
- 9月29日：3h27m 水星西大距，離日17.9度，視亮度-0.6等。18h41m 水星合月，水星在月球北方0.7度。
- 9月30日：

### 9月天文事件
9月1日：日環食。本次日食食分為0.9736，全程時間5h47m，環食持續最長時間03分06秒。可見地區為中非的加彭、薩伊、坦尚尼亞、馬達加斯加，之後進入印度洋。環食帶最寬處99.7公里。台灣地區看不見。

## 10月

### 10月天象
- 10月1日：0h11m 木星合月，木星在月球南方0.9度。 08h11m 朔。
- 10月2日：11h29m 角宿一合月，角宿一在月球南方5.8度。
- 10月3日：
- 10月4日：01h29m 金星合月，金星在月球南方5.0度。 19h03m 月球過遠地點，月地距離406,044公里。 21h37m 婚神星合月，婚神星在月球北方5.4度。
- 10月5日：
- 10月6日：09h37m 心宿二合月，心宿二在月球南方9.9度。 15h43m 土星合月，土星在月球南方3.8度。
- 10月7日：～21h 314P/Montani彗星過近日點。
- 10月8日：04h33m 寒露。 20h08m 火星合月，火星在月球南方7.0度；智神星留；天龍座流星雨極大期〈ZHR～Var.〉。
- 10月9日：10h38m 冥王星合月，冥王星在月球南方3.2度。 12h33m 上弦。
- 10月10日：金牛座南流星雨極大期〈ZHR～5〉。
- 10月11日：～12h 木星合水星，水星在木星北方0.9度。 ～16h 237P/LINEAR彗星過近日點。 17h54m 智神星合月，智神星在月球北方13.8度。 御夫座δ流星雨極大期〈ZHR～2〉。
- 10月12日：
- 10月13日：14h00m 海王星合月，海王星在月球南方1.2度。
- 10月14日：
- 10月15日：18h43m 天王星衝（視星等5.7等）。
- 10月16日：09h31m 天王星合月，天王星在月球北方2.8度。 12h23m 望。
- 10月17日：03h06m 穀神星合月，穀神星在月球南方9.5度。 07h34m 月球過近地點，地月距離357,966公里。
- 10月18日：雙子座ε流星雨極大期〈ZHR～3〉。
- 10月19日：～07h 冥王星合火星，冥王星在火星北方3.3度。 14h40m 畢宿五合月，畢宿五在月球南方0.3度。
- 10月20日：
- 10月21日：13h16m 穀神星衝（視星等7.4等）。獵戶座流星雨極大期〈ZHR～15〉。
- 10月22日：19h14m 北河三合月，北河三在月球北方10.6度。
- 10月23日：03h14m 下弦。 ～04h 238P/Read彗星過近日點。 05h47m 灶神星合月，灶神星在月球北方2.6度。 07h46m 霜降。
- 10月24日：小獅座流星雨極大期〈ZHR～2〉。
- 10月25日：12h26m 軒轅十四合月，軒轅十四在月球北方1.6度。
- 10月26日：
- 10月27日：
- 10月28日：00h16m 水星外合。～01h 94P/Russell彗星過近日點。 17h35m 木星合月，木星在月球南方1.4度。
- 10月29日：17h44m 角宿一合月，角宿一在月球南方5.8度。
- 10月30日：～16h 土星合金星，土星在金星北方3.0度。
- 10月31日：01h38m 朔。 03h00m 水星合月，水星在月球南方4.3度。

## 11月

### 11月天象
- 11月1日：3h29m 月球過遠地點，月地距離406623公里。21h33m 婚神星合月，婚神星在月球北方5.0度。
- 11月2日：～2h P/2005 S3 Read彗星過近日點。15h55m 心宿二合月，心宿二在月球南方9.7度。
- 11月3日：3h18m 土星合月，土星在月球南方3.7度。12h16m 金星合月，金星在月球南方6.8度。
- 11月4日：
- 11月5日：18h06m 冥王星合月，冥王星在月球南方3.0度。
- 11月6日：20h08m 火星合月，火星在月球南方5.4度。
- 11月7日：7h48m 立冬。
- 11月8日：3h51m 上弦。6h11m 智神星合月，智神星在月球北方9.7度。～14h P/2010 A2 LINEAR彗星過近日點。～21h 288P彗星過近日點。
- 11月9日：22h54m 海王星合月，海王星在月球南方1.0度。
- 11月10日：
- 11月11日：
- 11月12日：19h03m 天王星合月，天王星在月球北方2.8度。金牛座流星雨極大期(ZHR～5)。
- 11月13日：4h59m 穀神星合月，穀神星在月球南方8.5度。
- 11月14日：19h21m 月球過近地點，月地距離356622公里。21h52m 望，今年最大滿月，地心視直徑33'34"。
- 11月15日：
- 11月16日：1h12m 畢宿五合月，畢宿五在月球南方0.5度。
- 11月17日：獅子座流星雨極大期(ZHR～15)。
- 11月18日：～20h P/2008 T1 Boattini彗星過近日點。
- 11月19日：3h07m 北合三合月，北合三在月球北方10.4度。21h34m 灶神星合月，灶神星在月球北方2.9度。
- 11月20日：海王星留。
- 11月21日：16h33m 下弦。18h33m 軒轅十四合月，軒轅十四在月球北方1.3度。麒麟座α流星雨極大期(ZHR～Var,)。
- 11月22日：5h22m 小雪。
- 11月23日：～9h P/2008 J3 McNaught彗星過近日點。～20h 323P/SOHO彗星過近日點。
- 11月24日：～9h 土星合水星，土星在水星南方3.5度。
- 11月25日：9h49m 木星合月，木星在月球南方1.9度。～11h 冥王星和金星，冥王星在金星北方3.5度。23h36m 角宿一合月，角宿一在月球南方5.9度。
- 11月26日：
- 11月27日：
- 11月28日：4h08m 月球過遠地點，月地距離406515公里。
- 11月29日：20h18m 朔。21h56m 心宿二合月，心宿二在月球南方9.7度。22h16m 婚神星合月，婚神星在月球北方4.9度。
- 11月30日：3h32m 婚神星合。15h36m 土星合月，土星在月球南方3.6度。

## 12月

### 12月天象
- 12月1日：11h50m 水星合月，水星在月球南方7.1度。
- 12月2日：鳳凰座流星雨極大期（ZHR～）
- 12月3日：1h07m 冥王星合月，冥王星在月球南方2.9度。 20h34m 金星合月，金星在月球南方5.8度。 灶神星留。
- 12月4日：
- 12月5日：18h40m 火星合月，火星在月球南方3.0度。 22h20m 智神星合月，智神星在月球北方6.8度。
- 12月6日：
- 12月7日：0h41m 大雪。 ～1h 315P/LONEOS彗星過近日點。 6h03m 海王星合月，海王星在月球南方1.0度。 17h03m 上弦。 船尾/船帆座流星雨極大期（ZHR～10）
- 12月8日：麒麟座流星雨極大期（ZHR～2）
- 12月9日：
- 12月10日：3h22m 天王星合月，天王星在月球北方3.0度。 9h51m 穀神星合月，穀神星在月球南方6.1度。 19h51m 土星合。 ～19h C/2014 OE4 PANSTARRS彗星過近日點。
- 12月11日：12h39m 水星東大距（離日度20.8度，視亮度-0.5等）。 長蛇座σ流星雨極大期（ZHR～3）
- 12月12日：
- 12月13日：7h29m 月球過近地點，地月距離358564公里。 12h37m 畢宿五合月，畢宿五在月球南方0.5度。
- 12月14日：8h06m 望。 ～16h 89P/Russell彗星過近日點。 雙子座流星雨極大期（ZHR～120）
- 12月15日：穀神星留。 后髮座流星雨極大期（ZHR～3）。
- 12月16日：13h18m 北河三河月，北河三在月球北方10.2度。
- 12月17日：7h03m 灶神星合月，灶神星在月球北方3.9度。
- 12月18日：
- 12月19日：2h38m 軒轅十四合月，軒轅十四在月球北方1.0度。 水星留。 12月小獅座流星雨極大期（ZHR～10）。
- 12月20日：
- 12月21日：9h56m 下弦。 18h44m 冬至。
- 12月22日：小熊座流星雨極大期（ZHR～10）。
- 12月23日：0h40m 木星合月，木星在月球南方2.4度。 5h59m 角宿一合月，角宿一在月球南方6.1度。
- 12月24日：
- 12月25日：13h55m 月球過遠地點，地月距離405816公里。
- 12月26日：
- 12月27日：4h27m 心宿二合月，心宿二在月球南方9.7度。 23m33m 婚神星合月，婚神星在月球北方5.2度。
- 12月28日：4h42m 土星合月，土星在月球南方3.6度。
- 12月29日：2h48m 水星內合。 12h56m 水星合月，水星在月球南方1,8度。 14h53m 朔。
- 12月30日：8h51m 冥王星合月，冥王星在月球南方2.8度。 天王星留。
- 12月31日：～12h  45P/Honda-Mrkos-Pajdusakova彗星過近日點。